# Lotus 79
Lotus 79 je Lotusov dirkalnik Formule 1, ki je bil v uporabi v sezonah 1978 in 1979, ko so z njim dirkali Mario Andretti, Ronnie Peterson in Hector Rebaque. V sezoni 1978 je Lotus osvojil kosntruktorski naslov z 116-imi točkami in veliko prednostjo pred konkurenco, ob tem pa je Mario Andretti osvojil še dirkaški naslov. V sezoni 1979 dirkalnik ni bil več konkurenčen, zato ga je med sezono zamenjal nov dirkalnik Lotus 80, v konstruktorskem prvenstvu pa je Lotus osvojil le četrto mesto z 39-imi točkami. Skupno je dirkalnik Lotus 79 nastopil na 26-ih dirkah in dosegel sedem zmag, deset najboljših štartnih položajev in pet najhitrejših krogov.